# Hervormde kerk (Lollum)
De Hervormde kerk is een kerkgebouw in Lollum in de Nederlandse provincie Friesland.

## Beschrijving
De eenbeukige kerk uit de 13e eeuw heeft een halfronde koorsluiting. In de 19e eeuw werd de kerk gepleisterd en voorzien van een bakstenen boogfries. In 1883 kreeg de kerk een nieuwe westgevel en een half ingebouwde toren met houten opbouw en ingesnoerde spits. De luidklok (1550) is gegoten door Geert van Wou II. De preekstoel (1718) is gemaakt door Cornelis Cornelisz en het orgel uit 1914 is gebouwd door Bakker & Timmenga. De kerk is een rijksmonument.

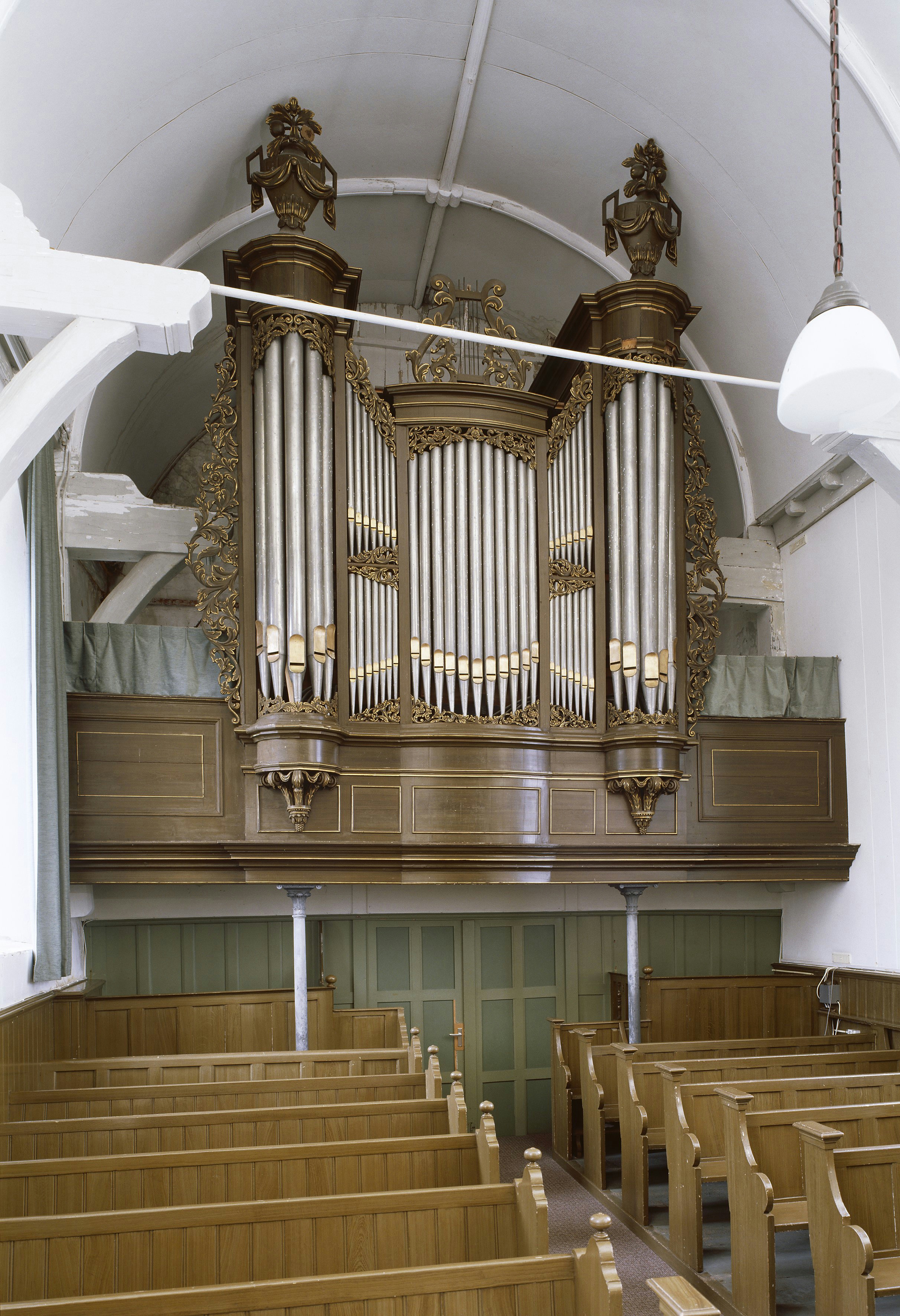
Interieur met orgel
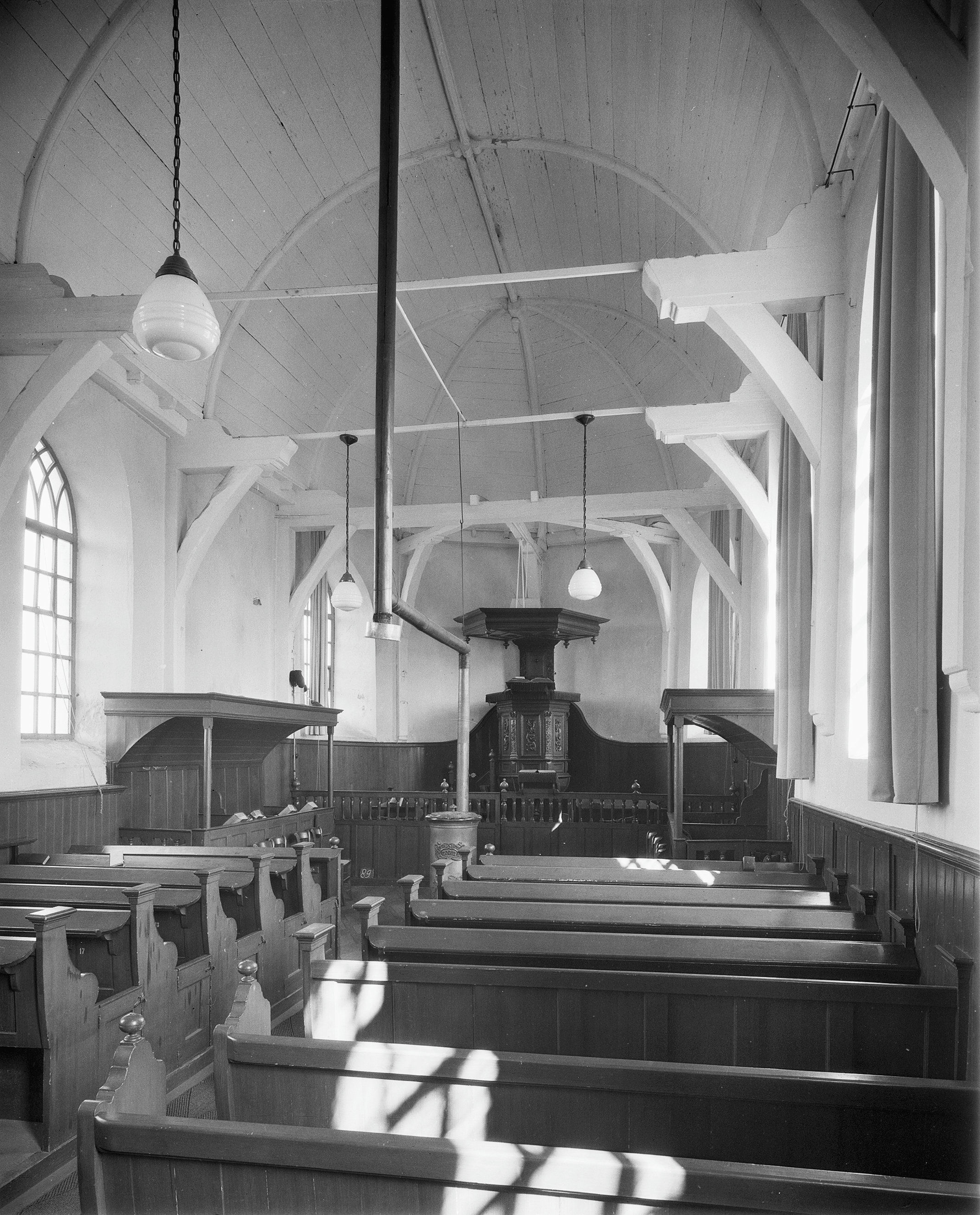
Interieur met preekstoel (1959)